# Джед Ґріф
Джед Ґріф (англ. Jed Graef, 1 травня 1942) — американський плавець.
Олімпійський чемпіон 1964 року.